# Henry Nicholas Bolander
Henry Nicholas Bolander, född 22 februari 1831 i Schlüchtern, Tyskland, död 28 augusti 1897 i Portland, Oregon, USA, var en tysk-amerikansk botaniker.
Auktorsnamnet Bol. kan användas för Henry Nicholas Bolander i samband med ett vetenskapligt namn inom botaniken; se Wikipediaartiklar som länkar till auktorsnamnet.